# Вольфф, Андреас
А́ндреас Вольфф (нем. Andreas Wolff; род. 3 марта 1991 года, Ойскирхен) — немецкий гандболист, выступает за немецкий клуб «Киль » и сборную Германии на позиции вратаря.

## Карьера

### Клубная
Андреас Вольфф воспитанник клуба «Кирхцелль». Вольфф выступал за «Кирхцелль» и «Гросвалльштадт» до 2013 года. В составе «Гросвалльштадта» Вольфф участвовал в финале кубка ЕГФ, где «Гросвалльштадт» проиграл по итогам 2 матчей. В 2013 году Вольфф переходит в «Ветцлар». Проведя 3 сезона в «Ветцларе», Вольфф переходит в 2016 году в клуб «Киль». С сезона 2019/20 Вольфф выступал за польский клуб «Виве Кельце» Летом 2024 года вернулся в «Киль» — этот трансфер стал самым дорогим в истории гандбола: около 1,6 млн евро, а ежемесячная зарплата составляет 45 000 евро, что делает Вольффа одним из самых высокооплачиваемых гандболистов мира.

### В сборной
Андреас Вольфф выступает за сборную Германию. Вольфф дебютировал в сборной Германии 2 ноября 2013 года в матче против Норвегии. Всего Вольфф сыграл за Германию более 150 матчей и забросил 14 мячей. Победитель чемпионата Европы 2016 года и бронзовый призёр Олимпийских игр 2016.

## Награды
- Обладатель кубка ЕГФ: 2018/19
- Серебряный призёр кубка ЕГФ: 2010/11
- Обладатель кубка Германии (2): 2016/17, 2018/19
- Чемпион Польши по гандболу: 2020
- Чемпион Европы по гандболу: 2016
- Бронзовый призёр летних Олимпийских игр: 2016
- Лучший вратарь чемпионата мира: 2023
- Лучший вратарь чемпионата Европы (2): 2016, 2024

## Статистика
Статистика Андреаса Вольффа за сезон 2018/19 указана на 13.6.2019
| Сезон        | Клуб           | Лига       | Матчи | Голы | 7-метр | Голы |
| ------------ | -------------- | ---------- | ----- | ---- | ------ | ---- |
| 2010/11      | Гросвалльштадт | Бундеслига | 34    | 0    | 0      | 0    |
| 2011/12      | Гросвалльштадт | Бундеслига | 34    | 0    | 0      | 0    |
| 2012/13      | Гросвалльштадт | Бундеслига | 31    | 0    | 0      | 0    |
| 2013/14      | Ветцлар        | Бундеслига | 34    | 0    | 0      | 0    |
| 2014/15      | Ветцлар        | Бундеслига | 36    | 0    | 0      | 0    |
| 2015/16      | Ветцлар        | Бундеслига | 32    | 0    | 0      | 0    |
| 2016/17      | ГК Киль        | Бундеслига | 34    | 5    | 0      | 5    |
| 2017/18      | ГК Киль        | Бундеслига | 30    | 2    | 0      | 2    |
| 2018/19      | ГК Киль        | Бундеслига | 34    | 3    | 0      | 3    |
| 2010–по н.в. | Итого          | Бундеслига | 298   | 10   | 0      | 10   |